# Banjul Island
Banjul Island eller Saint Mary's Island är en ö i Gambia. På ön ligger Gambias huvudstad Banjul. Den avgränsas i söder och öster av Gambiafloden, i norr av Gambiaflodens estuarium i Atlanten, och i väster av mangroveområdet Tanbi. Ön höjer sig endast obetydligt över högvattenlinjen.